# Gelrevision
Gelrevision was een bedrijf dat kabeltelevisienetwerken exploiteerde op de Veluwe en in de Achterhoek. Het was een volle dochter van gasbedrijf GAMOG (=GAs Maatschappij Oost Gelderland). Tot begin 1997 werden de kabeltelevisiediensten aangeboden onder de naam GAMOG CAI, maar vooruitlopend op nieuwe ontwikkelingen zoals internet en digitale televisie werden de activiteiten zelfstandiger gemaakt en wijzigde de naam in Gelrevision.

## Start internet
Eind 1997 startte Gelrevision met het aanbieden van internet via de kabel. De pilot begon in Zeewolde in Flevoland. De centrale systemen stonden opgesteld in het ontvangststation van het bedrijf op het terrein van de Generaal Spoorkazerne in Ermelo.
Na technische problemen in de beginperiode, waarbij onder andere alle modems vervangen moesten worden door een kleine softwarefout in de modem-firmware, werden daarna ook de andere plaatsen binnen het verzorgingsgebied ontsloten. Het bedrijf gebruikte het kabelmodem platform van Com21.
De plaatsen op de Veluwe en Zeewolde werden aangesloten op de centrale systemen in Ermelo terwijl de plaatsen in de Achterhoek gebruik maakten van de systemen in Zevenaar. De verbinding met internet liep destijds via het eigen glasvezel netwerk van Gelrevision vanuit deze twee plaatsten naar Zutphen waar het hoofdkantoor stond.

## Samenvoeging netwerken
Gelrevision werd gevormd door de samenvoeging van veel lokale centrale antennesystemen of kabeltelevisienetwerken die vanaf de jaren zeventig en tachtig in vele gemeenten werden opgezet. Van oorsprong had elk lokaal netwerk zijn eigen ontvangststation bestaande uit een antennemast voor de etherzenders en diverse satellietschotels. De backbone van deze netwerken bestond uit een coax- of kopertrunk. Pas in de tweede helft van de jaren negentig werden de zogenaamde kopertrunks vervangen door glasvezeltrunks, waardoor het mogelijk werd om veel grotere afstanden af te leggen en tevens was het hierdoor mogelijk om direct vanaf het ontvangststation de frequenties te gebruiken zoals die bij de klant gebruikt werden: door de eigenschappen van de oude kopertrunk konden niet de (hoge) frequenties over de trunk worden getransporteerd en werden de zenders op een andere frequentie (middenfrequentie) getransporteerd en in een wijkcentrum omgezet in de eigenlijke frequentie zoals die moest worden afgeleverd bij de klant.
Een andere belangrijke verandering die een glasvezel(hoofd)netwerk mogelijk maakte, was de afstand waarover de signalen zonder versterkers konden worden getransporteerd. Hierdoor was het technisch en vooral economisch haalbaar om de oorspronkelijk losse netwerken in elke plaats te koppelen en het aantal ontvangststation drastisch te beperken.

### Ontvangststations
In het netwerk van Gelrevision was na de verglazing nog maar twee ontvangststations in gebruik: Ermelo voor de netwerken op de Veluwe en Zevenaar voor de Achterhoek. Het westelijke ontvangststation in Ermelo had een heel hoge antenne: bij de bouw was die ontworpen om de Belgische publieke zenders te kunnen ontvangen.
Dit ontvangststation stond op defensie-terrein (Generaal Spoorkazerne) en met het Ministerie van Defensie waren afspraken gemaakt dat Defensie, indien gewenst, gebruik kon maken van de mast als opstelpunt voor zenders. In de praktijk is hier nooit gebruik van gemaakt: alleen de lokale omroep gebruikte de mast als opstelpunt en later werd de mast ook verhuurd aan diverse mobiele netwerk-aanbieders voor GSM telefonie en straalverbindingen naar andere opstelpunten.
Alle andere voormalige ontvangststations werden de lokale kopstations: de radio- en tv-signalen kwamen nu binnen via een glasvezel uit Ermelo of Zevenaar en alleen eventuele lokale omroepen en/of lokale kabelkranten werden op deze locaties ingekoppeld. De antennemasten werden vervolgens als opstelpunten verhuurd aan mobiele telecom-aanbieders voor GSM telefonie en straalverbindingen.
Later werden de netwerken nog verder geconsolideerd en uiteindelijk had UPC nog maar twee ontvangststations in gebruik: eentje in Amsterdam en de andere in Zevenaar.

### Internet kopstations
Bij de opzet van internet via de kabel werden de centrale modem-systemen opgesteld in Ermelo en Zevenaar. Deze twee locaties werden in de tweede helft van de jaren 1990 daarvoor ook enorm uitgebreid: van oorspronkelijk een klein hokje van rond de 20 m² naar ruimtes van enkele honderden m². Bij de migratie van proprietykabelmodem-systemen naar DOCSIS verhuisden de centrale systemen (nu CMTS geheten) naar de technische ruimte van UPC in Zutphen. Voor de distributie van de signalen wordt gebruikgemaakt van DWDM waardoor je over een enkel vezelpaar meerdere signalen kan versturen door gebruik te maken van verschillende frequenties.

## Overname UPC
In april 1999 werd Gelrevision overgenomen door Telekabel, wat kort daarna verderging als UPC. Verkoper GAMOG werd in diezelfde periode onderdeel van NUON door het samengaan van NUON, ENW en GAMOG.
In de periode daarna werden de diensten van het bedrijf gefaseerd gemigreerd naar Chello diensten van UPC. Het kantoor in Zutphen werd een regiokantoor van UPC.
Een jaar later werd ook het in Zutphen gevestigde Tebecai bijna geheel overgenomen waardoor UPC een veel grotere dekking kreeg in de Achterhoek en andere delen van Gelderland

## Andere diensten
Gelrevision, en later dus UPC, bood naast internet uiteraard ook analoge televisie en radio over de kabel. In 1998 en 1999 was Gelrevision aandeelhouder geworden van Mr.Zap, een samenwerkingsverband van kabel-aanbieders om interactieve digitale tv aan te bieden. Later werd dit platform verlaten ten gunste van de eigen digitale tv dienst van UPC.

## Zakelijke diensten
Direct na de introductie van internet over de kabel begon Gelrevision ook klanten aan te trekken in de zakelijke markt. Naast zakelijke abonnementen voor internet bood het bedrijf ook andere diensten aan zoals vaste verbindingen, ATM netwerken en verhuur van haar antennemasten als opstelpunten voor gsm-aanbieders. Het eigen glasvezelnetwerk van het bedrijf, wat primair was aangelegd voor de distributie van de tv- en radio-signalen werd hierdoor efficiënter gebruikt. Ook het eigen SDH netwerk van Gelrevision werd gebruikt om deze diensten aan te bieden.
Ook bood Gelrevision op beperkte schaal hosting- en housing-diensten: mail en websites van voornamelijk regionale bedrijven draaiden op servers in het datacentre in Zutphen op de servers van Gelrevision of eigen servers van klanten. Al deze diensten zijn later overgezet naar Priority: de aanbieder van zakelijke diensten van UPC.